# 李笑非
李笑非（1925年9月—2020年8月3日），原名李然松，四川成都人，中国川剧演员、导演。

## 生平
1925年9月（另有1926年、1927年出生的说法）出生。9岁学戏，早年拜师名净万斌武，后参师名生陈淡然。1945年投入名丑陈全波门下，专工丑行。担任成都市川剧团（1959年改为成都市川剧院）演员。1952年毕业于西南革命大学成都分校，1956年文化部中国戏曲研究院戏曲演员讲习会结业。1959年组织筹建成都市川剧院青年团（三团），并担任第一任主持全面工作的副团长。
代表作有《秋江》《谭记儿》《芙奴传》《做文章》《一只鞋》等，导演作品有《谭记儿》《秀才外传》《红岩》《智取威虎山》《杜鹃山》等剧目。
李笑非被评为四川省省级非物质文化遗产项目传承人。2017年出版《存而不论》，是中国戏曲院团管理学领域的活态案例文存专著。
2020年8月3日21时35分在四川成都逝世。

## 家庭
儿子李六乙，话剧导演。

## 出版物
- 李笑非. . 成都: 四川人民出版社. 2016. ISBN 978-7-220-10013-0.
- 李笑非. . 成都: 巴蜀书社. 2001. ISBN 7-80659-192-3.
- 李明璋 (改编); 李笑非; 周静 (整理). . 成都: 四川人民出版社. 1979.